# 위봉사
위봉사(威鳳寺)는 전북특별자치도 완주군 소양면에 위치한 대한불교조계종 소속 사찰이다.
백제 무왕 5년인 604년에 서암(瑞巖)이 창건했다는 설이 있다. 또다른 창건 설화에 따르면 신라 사람인 최용건이 이 곳에서 세 마리 봉황이 노닐고 있어 절을 짓고 위봉사(圍鳳寺)라고 부른 것이 시초라고 한다. 일제강점기에는 31대본산의 하나로 50개가 넘는 말사를 거느릴 만큼 큰 절이었으나, 일제 패망 이후 급속히 쇠락하여 조계종에서는 제17교구 본사인 김제시 금산사의 말사로 편성되어 있다.
전라북도 북동부 지역의 험준한 산악 지역으로 이어지는 입구 격인 위봉산 자락에 자리잡고 있으며, 산세가 험하고 절벽과 계곡으로 둘러싸여 1980년대까지만 해도 접근이 쉽지 않을 만큼 상당한 오지였다. 1988년부터 오랜 기간 동안 불사를 일으키고 건물을 중창하여 옛 모습을 일부 되찾았으며, 한적한 비구니 사찰로 자리를 잡았다.

## 보광명전
이 건물은 조각 솜씨나 목재를 다듬은 기법으로 볼 때 조선 중기에 지은 것으로 보인다. 법당 안에는 극락을 주관하는 석가모니불이 으뜸 부처로 있다. 좌우에 중심 기둥 사이에 칸막이벽을 세우고, 그 뒤에 흰옷을 걸친 관음보살상을 그렸다.

## 요사
스님들의 거처인 이 건물은 중심법당인 보광명전의 오른쪽에 자리잡고 있다. 요사라고 하지만 앞면 중앙은 대청마루를 둔 법상으로 '관음전'이라고 이름 붙였다. 그 좌우에 실제 스님들의 거처인 요사체를 두어 건물 평면이 일자형을 이룬다.

## 주변 관광
전주팔경의 하나로서 절경이라 꼽히는 위봉폭포와 조선 숙종 때 세워진 위봉산성이 지척에 있고, 대아댐으로 조성된 인공호수도 가까이에 있다.

## 같이 보기
- 위봉산

## 참고 자료
- 장권호 (2003년 10월 12일). “자연과 인공이 상생하는 완주 '위봉사' - 절제 미학으로 여백의 아름다움 느낄 수 있는 곳”. 오마이뉴스. 2013년 2월 26일에 확인함.